# Benny Gantz
Benjamin (Benny) Gantz (Hebreeuws: בנימין "בני" גנץ) (Kfar Ahim, 9 juni 1959) is een Israëlische oud-generaal en politicus. Gantz diende in het Israëlisch defensieleger vanaf 1977 en was tussen februari 2011 en februari 2015 generaal. Na de verkiezingen van 2020 werd hij gekozen als formateur. Van 26 maart tot 17 mei 2020 was hij voorzitter van de Knesset. Tussen 17 mei 2020 en 29 december 2022 was hij minister van Defensie in het kabinet-Netanyahu V.

## Biografie
Gantz is geboren in een mosjav, een coöperatieve landbouwgemeenschap van immigranten. Op 18-jarige leeftijd ging Gantz het Israëlische leger in. In 2011 werd hij generaal en stuurde zodoende tijdens de laatste Israëlische oorlog de troepen aan tijdens de Gaza-oorlog in de zomer van 2014.

### Generaal wordt politicus
In december 2018 besloot Gantz na 38 jaar de stap naar de politiek te zetten met een nieuwe partij, Hosen L'Yisrael (Veerkracht voor Israël), om de zittende premier Benjamin Netanyahu op te volgen. Al snel steeg deze partij in de peilingen alle gevestigde partijen voorbij, behalve Likoed. Hierop maakten op donderdag 21 februari 2019 Yair Lapid, Moshe Ya'alon, Gabi Ashkenazi en Gantz bekend dat Yesh Atid, Hosen L'Yisrael en Telem (links en rechts) met een gezamenlijke lijst, Kahol Lavan (Blauw-Wit, de kleuren van de Israëlische vlag), deelnemen aan de Israëlische parlementsverkiezingen 2019. Gantz wordt de lijsttrekker, daarna staan achtereenvolgens Lapid, Ya'alon en Ashkenazi op de lijst.
In de verkiezingsstrijd van 2019 presenteerde Gantz zich aan het publiek als een veilig en gematigder alternatief voor premier Netanyahu. Als man van het leger en op dat moment chef-staf gebruikte hij hiervoor een video die onder meer toonde hoe hij tijdens de Gaza-oorlog van 2014 de "terroristen" daar had aangepakt. In de video getiteld "Only the strong survive" (Alleen de sterken blijven over) is - met op de achtergrond grote verwoesting - te zien hoe een teller oploopt met het aantal behaalde doelwitten (meer dan 700 doden), volgens hem allemaal terroristen. Uiteindelijk waren het 1.364 doden. Men had sommige delen van het gebied "terug naar het Stenen Tijdperk" gebombardeerd. Hij kritiseerde premier Benjamin Netanyahu toen deze daags voor verkiezingsdag aan de kiezers beloofd had dat als hij gekozen zou worden hij "alle joodse nederzettingen" op de Westelijke Jordaanoever zou annexeren. Gantz vond het onverantwoordelijk om zo'n concreet voorstel te doen in een verkiezingsstrijd. "Waarom heeft hij het trouwens dan ook niet over de Jordaanvallei?" reageerde hij. Gantz wil dit gebied langs de Jordaan (volgens het aloude Yigal Allonplan), en ook de grote nederzettingenblokken, heel Jeruzalem en de Hoogvlakte van Golan annexeren. Besprekingen met de Palestijnen zegt hij hoognodig te vinden.
Bij de Israëlische parlementsverkiezingen 2019 (september) kreeg hij met zijn partij 25,95% van de stemmen ofwel 33 zetels. Dit was één zetel meer dan Likoed van Netanyahu. Gantz wilde absoluut geen regering vormen samen met de door justitie van drie gevallen van corruptie verdachte Netanyahu. President Reuven Rivlin gaf toen aan Netanyahu de opdracht een regering te vormen omdat hij inschatte dat hij wel een coalitie zou kunnen vormen die op een meerderheid in de Knesset kon rekenen. Netanyahu slaagde echter niet en moest zijn opdracht teruggeven. Ook Gantz slaagde er niet in een meerderheidsregering te vormen en gaf op 21 november 2019 de opdracht aan president Rivlin terug.
Bij de Israëlische parlementsverkiezingen 2020 op 2 maart won Gantz met zijn Blauw-Wit (Kahol Lavan) 33 zetels, drie minder dan zijn rivaal Benjamin Netanyahu. In tegenstelling tot zijn opdracht na de vorige verkiezingen duurde het even voor president Rivlin zijn opdracht tot het vormen van een regering kon geven.
Zondagavond 15 maart nodigde hij dan Gantz uit om een regering te vormen, nadat een kleine meerderheid van Knesset-leden, onder wie Avigdor Lieberman en de Palestijns-Arabische parlementsleden hem bij de president had aanbevolen.
Hij had dit aan Gantz gevraagd met dien verstande allereerst een grote coalitie van Likoed en Blauw-Wit te verkennen. Later op de avond gaven Gantz en Netanyahu een gezamenlijke verklaring uit dat zij gingen praten over de vorming van zo'n coalitie. Gantz heeft een maand de tijd. Gantz heeft nog een andere mogelijkheid met behulp van onder andere "Links", de Arabische Gezamenlijke Lijst en Liebermans Jisrael Beetenoe. Samen 62 zetels. Zij liggen echter ver uit elkaar qua gedachtegoed.

#### Regering Netanyahu-Gantz tekent zich af
Op 20 april 2020 tekenden Netanyahu en Gantz eindelijk een overeenkomst om samen een nieuwe regering te vormen, waarbij eerst Netanyahu premier zou zijn en daarna Gantz (elk voor 18 maanden). Gedurende de periode-Netanyahu zou Gantz minister van Defensie zijn. In de periode-Gantz zou Netanyahu zijn ambtswoning behouden.
Een hele ommezwaai voor Gantz, die de verkiezingen was ingegaan met de leus "Alles beter dan Netanyahu". Reden voor Gantz om die ommezwaai te maken: ons land heeft in deze coronacrisis een noodregering nodig. Het kostte hem wel een scheuring in zijn Blauw-Wit-partijcombinatie.
Het regeerakkoord is zo ontworpen dat een betrokken van strafbare feiten verdachte toppoliticus zoveel mogelijk tegen rechtsvervolging wordt beschermd.
Het Hooggerechtshof kon echter nog roet in het eten gooien. Daar was een zaak aanhangig gemaakt of de overeenkomst die Netanyahu en Gantz hebben gesloten juridisch wel houdbaar is en of een politicus tegen wie een of meer rechtszaken lopen wel het ambt van eerste minister kan vervullen. De eerste hoorzitting was op 3 mei 2020. Op 6 mei kwam het oordeel dat er geen bezwaar is tegen deze overeenkomst.
Donderdag 7 mei keurde een meerderheid van 72 Knesset-leden de overeenkomst tussen Netanyahu en Gantz - en de constitutionele wijzigingen/regelingen die daarvoor nodig waren - goed en beval hem aldus bij president Rivlin aan als premier van de nieuwe regering-Netanyahu.

#### Minister in 5e regering-Netanyahu
Deze regering kwam voorjaar 2020 tot stand na afspraken tussen Benjamin Netanyahu en Benny Gantz. De laatste is minister van Defensie. Na 18 maanden, zo was de afspraak, zou Gantz hem dan opvolgen als premier. 
Bij de vredesdeals van Israël met de Verenigde Arabische Emiraten en met Bahrein reageerde hij verbolgen, want hij was er niet in gekend. Dit belastte de relatie tussen hem en de premier nog meer. Dit zou nogmaals gebeuren met de bekendmaking door Netanyahu op 15 december dat hij mijnheer "D" (Hebreeuwse letter Dalet) ter goedkeuring voorstelde als het nieuwe hoofd van de Mossad. De vraag speelde reeds of zij het eens konden worden over de begroting. Netanyahu wilde onder andere een eenjarige begroting, Gantz een tweejarige.
Gantz ondertekende vervolgens een wetsvoorstel om het parlement te ontbinden. Dit voorstel werd in 1, 2e en 3e lezing aangenomen. Wederom verkiezingen (in maart 2021) bleken het noodzakelijke. Netanyahu en Gantz werden het niet eens over de nieuwe begroting. De deadline voor het indienen daarvan verstreek op 23 december 2020. Daarmee werden nieuwe verkiezingen in maart 2021 onvermijdelijk, de vierde in ruim anderhalf jaar. In juni 2021 werd bekendgemaakt dat Gantz minister van Defensie en vicepremier wordt in de 36e regering van Israël.

## Civiele procedure in Den Haag
De Palestijnse Nederlander Ismail Ziada begon in 2017 een civiele procedure (geen strafzaak dus) tegen hem en tegen de voormalige luchtmachtcommandant Amir Eshel bij de rechtbank in Den Haag. Hij houdt hen verantwoordelijk voor de dood van 6 familieleden (zijn 70-jarige moeder, drie broers, een schoonzus en een 12-jarig neefje) die lagen te slapen in een appartement in een woongebouw in de Gazastrook toen dat (zonder waarschuwing vooraf) door de Israëlische luchtmacht gebombardeerd werd tijdens het conflict in de Gazastrook in de zomer van 2014. Gantz was toen chef-staf en Eshel commandant van genoemde luchtmacht. Ziada wordt bijgestaan door de advocaten Liesbeth Zegveld en Lisa-Marie Komp van het kantoor Prakken d'Oliveira. Hij eist compensatie voor de door hem geleden (im)materiële schade. De advocaten van Gantz en Eshel eisen dat de Kamer van de Haagse rechtbank zich onbevoegd verklaart met als argument dat de eiser zich tot de rechtbank in Israël had moeten wenden. Ziada is er daarentegen zeker van dat hij daar als Palestijn geen schijn van kans maakt; de zaak zou daar trouwens al verjaard zijn. Op 17 september 2019 diende de zaak in Den Haag.
Op 29 januari 2020 deed de rechtbank uitspraak. Zij verklaarde zich onbevoegd om uitspraak te doen op basis van het gewoonterecht van staatsimmuniteit, die zij ook van toepassing verklaarde op individuele gezagsdragers van een staat wanneer die in functie waren op het moment van het ten laste gelegde. Advocaat Zegveld noemt de uitspraak "conservatief en teleurstellend". Ziada is van plan om in hoger beroep te gaan. "Ik had vertrouwen in het Nederlandse rechtssysteem. Het was een misdrijf en die mensen moeten worden berecht. Door dit vonnis wordt mij toegang tot gerechtigheid ontzegd. Het doet pijn dat ik met mijn zaak nergens heen kan".

## Persoonlijk
Zijn moeder Malka is een Sjoah-overlevende uit het Hongaarse dorp Mezőkovácsháza en zijn vader is Roemeens en werd gearresteerd toen hij het voormalige mandaatgebied Palestina bereikte. Gantz woont in Rosj Haäjin.